# Eduárd portugál király

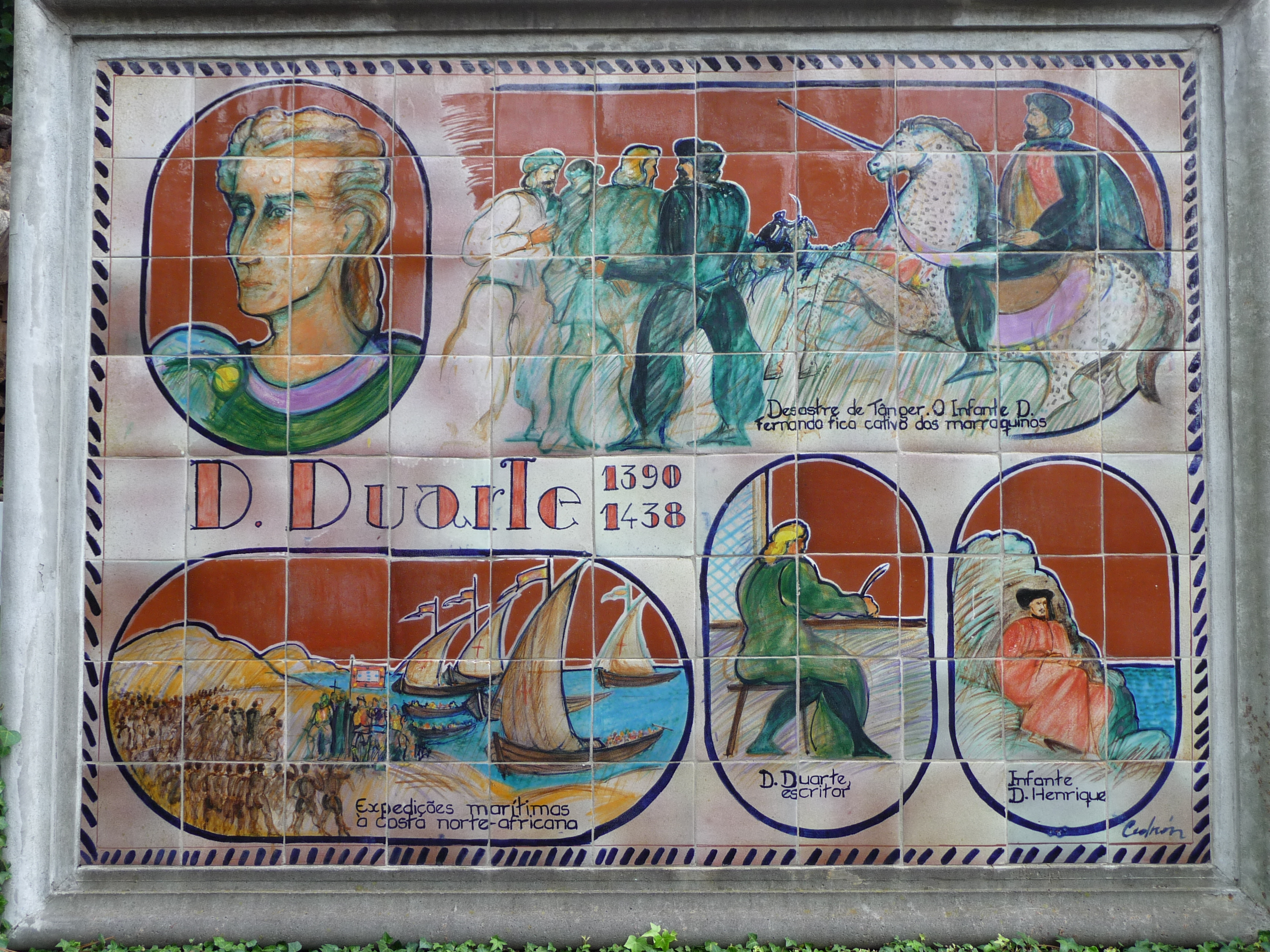
Eduárd portugál király uralkodásának fő eseményei – azulejo:
1. kudarc Tangernél, Ferdinánd infánst elfogják a marokkóiak;
2. tengeri expedíciók Észak-Afrikapartja mentén;
3. Eduárd, az irodalmár

I. Eduárd (portugálul: Dom Duarte I de Portugal) (Viseu, 1391. október 31. – Tomar, 1438. szeptember 13.), Portugália tizenegyedik királya, Jó János és Filipa de Lencastre elsőszülött fia; az Avis-házból származott. Nevét anyai dédapja, a III. Eduárd angol király iránti tiszteletből kapta. Apját 1433-ban követte a trónon. Nevezték ékesszólónak (portugálul: o Eloquente) és filozófus királynak is.

## Uralkodása
Apja már fiatal korában bevonta az ország ügyeinek intézésébe. 1412-ben, huszonegy évesen már formálisan is ellátott kormányzói feladatokat apja jobbkezeként. 1415-ben a marokkói Ceuta bevétele után lovaggá ütötték. Apjával, I. Jánossal ellentétben konszenzusra törekedett a kormányzásban. Rövid uralma alatt ötször hívta össze az országgyűlést (cortes), hogy megvitassák a királyság ügyeit.

### Nyugat-Afrikai expedíciók

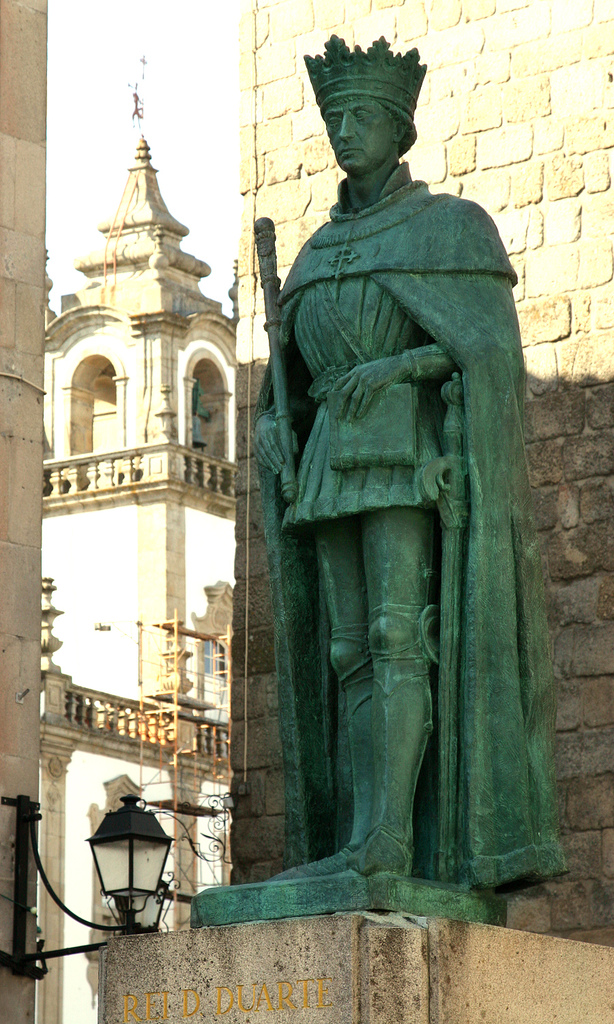
I. Duarte király szobra Viseu-ban

Támogatta elődjei tengeri felfedező terveit és észak-afrikai hódító politikáját. Uralkodása alatt öccse, Henrik infáns szervezte, irányította a tengeri expedíciókat – ehhez a rendkívül elterjedt legenda szerint a Portugália délnyugati csücskében található Sagresbe települt, de erre semmilyen levéltári vagy régészeti adat nem utal. 1434-ben első ismert hajósként Gil Eanes kerülte meg a veszélyes és rettegett Bojador-fokot tizenöt fős legénységével és 30 tonnás hajójával. Az ezen túli területeket az európaiak még nem ismerték. A sikertől fellelkesülve hazatértek, majd még abban az évben Gil Eanes és Afonso Baldaia újra tengerre szállt, és túlhajózott a Ráktérítőn. 1435-ben érték el a mai Nyugat-Szahara területét, amit Rio do Ouro-nak (Arany folyónak) kereszteltek el.

### Tanger ostroma
1436-ra testvérei, Tengerész Henrik és Ferdinánd infáns meggyőzték a királyt arról, hogy Portugáliának tovább kell terjeszkednie Észak-Afrikában. A marokkói Ceuta városa, amely 1415 óta volt portugál kézen, egyedüli és elszigetelt gyarmatként nem hozott hasznot, fenntartása igen költségesnek bizonyult. Marokkó északi partvidékének további hódításával egyszerre akarták a portugál ellenőrzést kiterjeszteni Gibraltári-szorosra és a mór szárazföldi kereskedelmi gócpontokra úgy, hogy egyúttal támaszpontot építhessenek ki a tervezett nyugat-afrikai tengeri expedíciókhoz. A tervet azonban nem mindenki támogatta. Eduárd két másik testvére, Péter herceg és János infáns is ellenezte, hogy háborúba keveredjenek a marokkói királlyal.
Az 1436-ban megtartott évorai országgyűlés jóváhagyta a hadjáratot és megszavazta anyagi forrásait. A Tanger kikötőváros bevételére indított tengeri és szárazföldi hadműveletben azonban a portugálok súlyos veszteségeket szenvedtek, és végül fel kellett adniuk az ostromot. Ferdinánd herceg maga is berber fogságába került. Szabadon bocsátásáért cserébe a marokkói király Ceuta város visszaadását követelte, amit Ferdinánd herceg elutasított. A portugál udvarban nagy volt a megosztottság ebben a kérdésben, amit tovább bonyolított Duarte király 1438-as halála és a kiskorú utódja körül kialakult belpolitikai feszültség.
Az elhúzódó ügyben a királyi tanács végül Ceuta megtartása mellett döntött, és bár kísérletet tettek kiszabadítására, Ferdinánd infáns 1443-as haláláig rabságban maradt.

## Duarte király,az Ékesszóló
A politikán túl, Duarte nagy érdeklődést mutatott a kultúra és a tudományok iránt. Számos költeményt és több prózai művet is írt. Utóbbi közül kiemelkedik röviddel halála előtt írt értekezése a Hű tanácsadó (portugálul ’’Leal Conselheiro’’) ami egy etikai és morális kérdéseket taglaló gyakorlati útmutatásnak szánt mű uralkodók és nemesemberek részére. Ismert még lovaglásról és lovas párviadalokról szóló kézikönyve, a Tankönyv a jó lovaglásról minden nyeregben (portugálul ’’Livro da Ensinança de Bem Cavalgar Toda Sela’’). Halála előtt a portugál polgári törvénykönyv módosításán dolgozott.
Batalhá-ban, a Santa Maria da Vitória kolostorban az Imperfeitas kápolnában (portugálul Capelas Imperfeitas) nyugszik.

## Családja
Eduárd felesége Aragóniai Eleonóra (1402-1455) volt, akivel 1428-ban kötött házasságot. Eduárd halála után az özvegy királyné lett az ország régense a fiatal Alfonz nagykorúvá válásáig. Az országban ez feszültséget gerjesztett, mert a közvélemény Eduárd testvéreit (Pétert, Coimbra hercegét, Tengerész Henriket és János infánst) alkalmasabbnak tartotta a kormányzásra.
Eleonóra királyné 1439-ig maradt régens; ekkor az országgyűlés leváltotta, és helyére Péter herceget nevezte ki. Eleonóra száműzetésbe vonult a kasztíliai Toledóba, és élete végéig ott is maradt.
Eduárdnak és Eleonórának kilenc gyermeke született:
- János trónörökös (1429-1433), fiatalon meghalt.
- Filipa infánsnő (1430-1439), fiatalon meghalt.
- Alfonz trónörökös (1432-1481) apját követte a portugál trónon.
- Mária infánsnő (1432), fiatalon meghalt.
- Ferdinánd infáns, Viseu hercege (1433-1470), I. Mánuel portugál király apja.
- Eleonóra infánsnő (1434-1467), III. Frigyes német-római császár felesége.
- Duarte infáns (1435), fiatalon meghalt.
- Katalin infánsnő (1436-1463).
- Johanna infánsnő, Kasztília királynéja (1439-1475), IV. Henrik kasztíliai király felesége és I. Johanna kasztíliai királynő anyja.

Duarténak egy Joana Manoel de Vilhena nevű nemesi származású asszonnyal való korábbi, házasságon kívüli kapcsolatából született egy fiúgyermek:
- János Mánuel (1420-1476), Karmelita Rend tagja lett majd Ceuta püspöke később Guarda püspöke.